# Cabane de Saleina
La Cabane de Saleina (2.691 m s.l.m. - il toponimo è reso anche in Saleinaz) è un rifugio alpino delle Alpi del Monte Bianco che si trova in Svizzera (Canton Vallese).

## Caratteristiche
Si trova nel comune di Orsières sul versante destro del Ghiacciaio di Saleina.

## Accesso
L'accesso avviene normalmente partendo dalla località Praz-de-Fort di Orsières. Il sentiero attrezzato con catene e scalette è percorribile in 4/5 ore.

## Ascensioni
- Aiguille d'Argentière - 3.901 m
- Aiguille du Chardonnet - 3.824 m
- Aiguilles Dorées - 3.519 m
- Grande Lui - 3.509 m
- Le Portalet - 3.344 m

## Traversate
- Rifugio del Trient - 3.170 m